# Mike Dean (arbitro)
Michael Dean (Wirral, 2 giugno 1968) è un ex arbitro di calcio inglese.
Ha fatto parte della lista di arbitri della Premier League dal 2000 fino al 2022 e ha diretto una Community Shield, oltre che una finale di FA Cup e una di Coppa di Lega inglese.

## Biografia

### Inizi
Inizia ad arbitrare a 17 anni, nel 1985, diventando in seguito direttore di gara degli incontri dilettantistici di Northern League. Nel 1995 è assistente in Football League e due anni dopo viene promosso al ruolo di arbitro.

### Carriera professionistica
Entra nella lista degli arbitri di Premier League nel 2000 e dell'elenco degli internazionali FIFA nel 2003. Sempre nel 2003 ricopre il ruolo di quarto uomo agli ordini dell'arbitro Graham Barber nella finale di Coppa d'Inghilterra tra Arsenal e Southampton al Millennium Stadium di Cardiff.
Dirige la Community Shield 2004 tra Arsenal e Manchester United, vinta dai Gunners 3-1. Nel 2006 sarebbe stato designato ad arbitrare la finale di FA Cup tra Liverpool e West Ham ma viene rimpiazzato all'ultimo da Alan Wiley per evitare qualsiasi parzialità data la vicinanza tra Liverpool e il paese natale di Dean, Wirral. Otto giorni dopo arbitra comunque la finale play-off di Championship tra Leeds United e Watford.

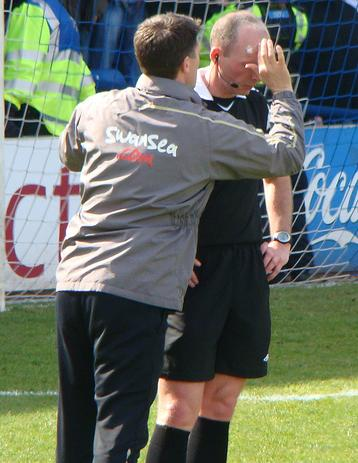
Dean medicato dopo essere stato colpito da una monetina nel 2009

Il 17 maggio 2008 dirige l'incontro finale di FA Cup tra Arsenal e Portsmouth, vinto da quest'ultimi 1-0. Il 5 aprile 2009 durante il derby del Galles tra Cardiff City e Swansea viene colpito da una monetina proveniente dal settore dei tifosi del Cardiff. Il gesto, condannato dallo stesso presidente del Cardiff Peter Ridsdale, portò al divieto per tre anni di accesso allo stadio ai danni di un ventiquattrenne, oltre ad una multa di duecento sterline.
Il 31 gennaio 2011 arbitra la finale di Coppa di Lega inglese vinta 2-1 dal Birmingham City sull'Arsenal.
Il 2 aprile 2019 durante un incontro al Molineux Stadium tra Wolverhampton e Manchester United espelle il giocatore dei Red Devils Ashley Young, diventando il primo arbitro nella storia del calcio inglese a raggiungere la quota delle 100 espulsioni in carriera.
Il 22 maggio 2022 dirige la sua ultima partita tra Chelsea e Watford vinta 2-1 dal Chelsea.

### Carriera internazionale
Il 5 giugno 2004 dirige ad Amsterdam la sua prima partita internazionale, un match amichevole tra Paesi Bassi e Irlanda vinto dall'Irlanda 0-1 grazie ad un gol di Robbie Keane. Il 13 ottobre 2007 è il direttore di gara della partita di qualificazione ad Euro 2008 tra Islanda e Lettonia terminata 2-4.
Il 30 settembre 2010 arbitra l'incontro tra Borussia Dortmund e Siviglia, valido per la fase a gironi di Europa League 2010-2011. Il 12 ottobre dirige la partita di qualificazione agli Europei 2012 Belgio-Austria.
Nel 2013 termina la carriera di arbitro internazionale per aver raggiunto il limite d'età di 45 anni.